# Уччеллина
Уччелли́на (итал. Uccellina; дословно — «Птичьи горы») — гряда холмов, расположенная в итальянской области Тоскана.

## Описание
Гряда находится примерно в 15 км к югу от города Гроссето. Она расположена вдоль побережья Тирренского моря между устьем реки Омброне и заливом Таламоне. Низина, по которой проложена древнеримская Аврелиева дорога и современная железная дорога, отделяет Уччеллину от других горных массивов, расположенных в глубине Тосканы. Высота гряды достигает 415 метров над уровнем моря. На холмах практически не имеется выходов на поверхность скальных пород — они почти полностью покрыты толстым почвенным слоем. Значительную часть Уччеллины занимает заповедник регионального значения.